# SummerSlam 1998
SummerSlam 1998 è l'undicesima edizione dell'omonimo pay-per-view prodotto dalla World Wrestling Federation. L'evento si svolse il 30 agosto al Madison Square Garden di New York.

## Risultati
| #    | Risultati | Stipulazioni                                                       | Durata |
| ---- | --- | ------------------------------------------------------------------ | ------ |
| Heat | Too Much (Scott Taylor e Brian Christopher) hanno sconfitto L.O.D. 2000 (Hawk e Animal) | Tag team match                                                     | 02:15  |
| Heat | Gangrel ha sconfitto Dustin Runnels | Single match                                                       | 02:30  |
| Heat | The Disciples of Apocalypse (8-Ball e Skull) (con Paul Ellering) hanno sconfitto Bradshaw e Vader                                                                                          | Tag team match                                                     | 02:54  |
| 1    | D'Lo Brown (c) ha sconfitto Val Venis per squalifica | Single match per il WWF European Championship                      | 15:31  |
| 2    | The Oddities (Kurrgan, Golga e Giant Silva) (con Luna Vachon, Violent J e Shaggy 2 Dope) hanno sconfitto Kaientai (Taka Michinoku, Dick Togo, Mens Teioh e Sho Funaki) (con Yamaguchi-san) | Handicap match                                                     | 10:08  |
| 3    | X-Pac ha sconfitto Jeff Jarrett | Hair vs. Hair match                                                | 11:10  |
| 4    | Edge e Sable hanno sconfitto Marc Mero e Jacqueline | Mixed tag team match                                               | 08:24  |
| 5    | Ken Shamrock ha sconfitto Owen Hart (con Dan Severn) | Lion's Den match                                                   | 09:16  |
| 6    | The New Age Outlaws (Billy Gunn e Road Dogg) hanno sconfitto Mankind | No Disqualification Handicap match per i WWF Tag Team Championship | 07:30  |
| 7    | Triple H (con Chyna) ha sconfitto The Rock (c) (con Mark Henry) | Ladder match per il WWF Intercontinental Championship              | 24:32  |
| 8    | Steve Austin (c) ha sconfitto The Undertaker | Single match per il WWF Championship                               | 20:50  |